# Małgorzata Foremniak
Małgorzata Irena Foremniak, née le 8 janvier 1967 à Radom, est une actrice polonaise.

## Biographie
Elle est mariée au réalisateur Waldemar Dziki (pl).
Małgorzata Foremniak commence sa carrière au théâtre Kochanowski à Radom puis joue dans plusieurs téléfilms comme The Cylinder de Tadeusz Junak (pl), Go to the Edge, There is Fire de Teresa Kotlarczyk (pl) ou encore  Who are you de Piotr Wojtowicz (pl).
Sa première apparition sur grand écran est dans In flagranti de Wojciech Biedroń (pl) en 1991. Après son rôle dans Daleko od siebie, elle est surnommée la Michelle Pfeiffer polonaise.
En 2001, elle obtient le rôle principal dans le film Avalon du cinéaste japonais Mamoru Oshii.

## Filmographie
- 1987 : Kingsajz de Juliusz Machulski : fille au défilé de mode
- 1991 : In flagranti de Wojciech Biedroń (pl)
- 1994 : Miasto prywatne de Jacek Skalski (pl)
- 1995 : Daleko od siebie de Feliks Falk
- 1995 : Złote dno (Zolotoye dno) de Marek Nowicki (pl)
- 2000 : Prawo ojca de Marek Kondrat
- 2000 : Ostatnia misja (The Last Mission) de Wojciech Wójcik (pl)
- 2001 : Avalon de Mamoru Oshii
- 2001 : Quo vadis ? de Jerzy Kawalerowicz
- 2001 : Hiver 42 - Au nom des enfants (Edges of the Lord) de Jerzy Bogajewicz (pl)
- 2002 : Jak to się robi z dziewczynami de Przemysław Angerman (pl)
- 2002 : Les Yeux entr'ouverts (Squint Your Eyes) de Andrzej Jakimowski
- 2003 : Une vieille fable. Quand le soleil était un dieu de Jerzy Hoffman
- 2005 : PitBull de Patryk Vega
- 2005 : Krótka histeria czasu de Dominik Matwiejczyk
- 2007 : Odwróceni
- 2007 : Świadek koronny de Jarosław Sypniewski
- 2007–2008 : I kto tu rządzi?
- 2009 : Teraz albo nigdy!
- 2009 : Miasto z morza
- 2010 : Hotel 52
- 2011 : Och, Karol
- 2012 : Prawo Agaty
- 2014 : O mnie się nie martw
- 2015 : Czerwony pająk

## Récompenses et distinctions
- Prix Telekamery (pl) de meilleure actrice en 2001, 2002 et 2003